# Antoine Thomson und Arnaud-Michel d’Abbadie
Antoine Thomson d’Abbadie (* 3. Januar 1810 in Dublin; † 19. März 1897 in Paris) war, wie sein Bruder Arnaud-Michel d’Abbadie (* 24. Juli 1815 in Dublin; † 13. November 1893 in Urrugne), ein französischer Geograph und Forschungsreisender. Beide waren für ihre Reisen in Abessinien und dessen Nachbarländern bekannt.

## Leben
Antoine Thomson d’Abbadie und Arnaud Michel d’Abbadie waren die Kinder des Franzosen Michel d’Abbadie und der Irin Eliza Thomson of Park, die um 1820 von Irland nach Frankreich umsiedelten. Hier bürgerten sich die beiden Brüder völlig ein und bereiteten sich auf die Erforschung Äthiopiens, namentlich in physikalisch-geographischer Beziehung, vor.
1835 schickte die Französische Akademie Antoine auf eine Forschungsmission nach Brasilien, Arnaud verbrachte einige Zeit in Algerien. Nach ihrer Rückkehr begaben sie sich 1837 nach Massaua am Roten Meer und bereisten nun, teils gemeinsam, teils einzeln, einen bedeutenden Teil Abessiniens und zwar nicht nur die bereits bekannten nördlichen und mittleren Landschaften, sondern auch die bis dahin kaum erforschten südlichen Gebiete Enarea und Kaffa.
Ihre Reise war mit vielfachen Schwierigkeiten verknüpft; auch wurden sie durch den damaligen Herrscher von Tigré, Ubié, in politische Intrigen verwickelt, ebenso in den Sturz der katholischen Missionäre in Adua. Reich beladen mit wissenschaftlichen Schätzen aller Art, zahlreichen altäthiopischen Manuskripten und Vokabularien, kehrten sie 1848 nach Frankreich zurück.
1859 veröffentlichte Antoine eine geordnete Liste und Beschreibung von 234 äthiopischen Manuskripten. Es folgten u. a. die Ergebnisse der Geländevermessungen (1860–1873) und 1890 ein Band über die Geographie Äthiopiens. Über seine geographischen Forschungsergebnisse gab es viele Kontroversen, die sich durch Überprüfungen nachfolgender Expeditionen als haltlos erwiesen, allerdings irrte sich Antoine darin, dass der Blaue Nil der Hauptquellfluss des Nils sei.
Arnaud besuchte Äthiopien erneut 1853.
Antoine war seit 1852 korrespondierendes und seit 1867 Vollmitglied der Académie des sciences.

## Schriften
Antoine d’Abbadie, der bedeutendere der beiden Brüder, veröffentlichte außer zerstreuten Aufsätzen den
- Catalogue raisonné des manuscrits éthiopiens (Paris 1859) und die wertvolle
- Géodésie d’Ethiopie (Paris 1860–1873), in welcher gegen 900 Punkte Abessiniens ihrer Lage und Höhe nach bestimmt sind; ferner:
- Observations relatives à la physique du globe faites au Brésil et en Éthiopie (Paris 1873) und
- Dictionnaire de la langue Amarǐñña (Paris 1881).

Den zusammenfassenden Bericht über die ganzen Reisen der Brüder lieferte Arnaud d’Abbadie in seinem Werk
- Douze ans dans la Haute-Éthiopie Paris 1868, zwei Bände.